# Брезник (община)
Брезник (болг. Община Брезник) — община в Болгарии. Входит в состав Перникской области. Население составляет 7562 человека (на 21.07.05 г.).

## Состав общины
В состав общины входят следующие населённые пункты:
1. Арзан
2. Бабица
3. Баниште
4. Бегуновци
5. Билинци
6. Брезник
7. Брезнишки-Извор
8. Брусник
9. Велковци
10. Видрица
11. Гигинци
12. Гоз
13. Горна-Секирна
14. Горни-Романци
15. Гырло
16. Долна-Секирна
17. Долни-Романци
18. Душинци
19. Завала
20. Конска
21. Кошарево
22. Красава
23. Кривонос
24. Муртинци
25. Непразненци
26. Ноевци
27. Озырновци
28. Ребро
29. Режанци
30. Рыжавец
31. Садовик
32. Слаковци
33. Сопица
34. Станёвци
35. Ярославци